# 並木万里菜
並木 万里菜（なみき まりな、1996年1月27日 - ）は、テレビ朝日の報道局ニュースセンター社会部に所属する報道記者で元・アナウンサー。

## 来歴
東京都葛飾区出身。
獨協埼玉高等学校、成蹊大学経済学部経済経営学科卒業後の2018年にテレビ朝日に入社。
同期入社のアナウンサーは、住田紗里、柳下圭佑。
同年10月19日の放送より弘中綾香の後を引き継ぎ、『ミュージックステーション』10代目サブ司会を担当している。後述の時期までの4年間担当した。
2022年1月21日に自身が新型コロナウイルスに感染が判明したことを承け、代役として弘中が『ミュージックステーション』のサブ司会を務めた。同年2月11日放送の『ミュージックステーション3時間スペシャル』にて復帰を果たす。
2022年9月23日放送分の『ミュージックステーション4時間スペシャル』を以て番組を卒業した。後継MCは2022年10月7日放送分から鈴木新彩が務めている。
2024年7月より、報道局に異動した。

## 人物
- 特技は筋力トレーニング[5]。
- 趣味は食べること[5]（特にお風呂上りに食べるアイスが好き）。
- 所有資格は普通自動車免許、日本漢字能力検定2級、PADIオープンウォーターダイバー、ユニバーサルマナー検定3級[13]。
- 大学在学中の2015年に『ミス成蹊』に出場しグランプリに選出された[2][14]。なお、同大会では2024年7月から『報道ステーション』のお天気キャスターを担当している気象予報士の細川栞も出場していた[14][15]。
- 2016年の『Miss of Miss Campus Queen Contest』ではDHC賞を受賞[16]。
- 日本一アンパンマンに似ているアナウンサー（コーヒーショップのバイト経験を活かし、コーヒーやバナナの話題とニュースの話題でまだ眠い視聴者に勇気と元気を届ける）。
- 一人っ子である。[17][18]

## 過去の出演番組
- 全国高校野球選手権大会中継（2018年、朝日放送テレビ） - 「燃えろ!ねったまアルプス」リポーター
- お願い!ランキング（2018年10月2日 - 2019年9月17日） - リポーター
- Musee du ももクロ（2019年10月 - 2023年12月、テレ朝動画） - ナレーション、出演
- サン・ジェルマン伯爵は知っている（2019年10月10日 - 2020年3月19日） - アシスタントMC
- ロンドンハーツ（2019年10月15日、22日） - 「ロンハースポーツテスト2019」出場者
- ひかくてきファンです!（2020年4月2日 - 2020年9月24日） - 進行
- ミュージックステーション（2018年10月19日 - 2022年9月23日） - サブ司会[4][19]
- ReAL eSports News（2019年11月16日 - 2022年9月26日） - サブキャスター
- 激レアさんを連れてきた。（2023年11月27日、テレビ朝日）MCの弘中綾香アナウンサーが10月23日の放送をもって産休入りしたため、代役5人目としてこの日に登場[20]。
- ABEMA Morning（2020年4月1日 - 2024年7月3日、AbemaTV） - 月曜 - 水曜担当[21]   ※2020年4月 - 9月は水曜のみ担当
- キョコロヒー（2021年4月1日〈3月31日深夜〉 - 2024年7月23日〈22日深夜〉） - ナレーター